# Сен-Севе-Кальвадос (кантон)
Сен-Севе-Кальвадос (фр. Saint-Sever-Calvados) — упраздненный кантон во Франции, находился в регионе Нижняя Нормандия. Департамент кантона — Кальвадос. Входит в состав округа Вир. Население кантона на 2006 год составляло 7117 человек.
Код INSEE кантона 1430. Всего в кантон Сен-Севе-Кальвадос входило 18 коммун, из них главной коммуной являлась Сен-Севе-Кальвадос.

## Коммуны кантона
- Бомений — население 187 чел.
- Кампаньоль — население 440 чел.
- Шан-дю-Буль — население 370 чел.
- Курсон — население 437 чел.
- Фонтенермон — население 146 чел.
- Ландель-э-Купиньи — население 823 чел.
- Ле-Гаст — население 253 чел.
- Ле-Мений-Бенуа — население 52 чел.
- Ле-Мений-Коссуа — население 122 чел.
- Ле-Мений-Робер — население 173 чел.
- Мений-Кленшан — население 933 чел.
- Пон-Белланже — население 71 чел.
- Пон-Фарси — население 524 чел.
- Сент-Обен-де-Буа — население 234 чел.
- Сент-Мари-Утр-л’О — население 93 чел.
- Сен-Манвьё-Бокаж — население 541 чел.
- Сен-Севе-Кальвадос — население 1370 чел.
- Сет-Фрер — население 348 чел.